# Polycyathus senegalensis
Polycyathus senegalensis is een rifkoralensoort uit de familie van de Caryophylliidae. De wetenschappelijke naam van de soort is voor het eerst geldig gepubliceerd in 1966 door Chevalier.